# Saison 1921-1922 des Canadiens de Montréal
Autres saisons
Saison précédente Saison suivante
La saison 1921-1922 de hockey sur glace est la treizième saison que jouent les Canadiens de Montréal. Ils évoluent alors dans la Ligue nationale de hockey et finissent à la 3e place au classement.

## Saison régulière

### Classement
|                         | PJ | V  | D  | N | Pts | BP  | BC  |
| ----------------------- | -- | -- | -- | - | --- | --- | --- |
| Sénateurs d'Ottawa      | 24 | 14 | 8  | 2 | 30  | 106 | 84  |
| St. Patricks de Toronto | 24 | 13 | 10 | 1 | 27  | 98  | 97  |
| Canadiens de Montréal   | 24 | 12 | 11 | 1 | 25  | 88  | 94  |
| Tigers de Hamilton      | 24 | 7  | 17 | 0 | 14  | 88  | 105 |

## Match après match

### Décembre
| No | Date        | Visiteur               | Score | Domicile                | Fiche |
| -- | ----------- | ---------------------- | ----- | ----------------------- | ----- |
| 1  | 17 décembre | Les Canadiens          | 2-5   | St. Patricks de Toronto | 0-1-0 |
| 2  | 21 décembre | Tigers de Hamilton     | 3-1   | Les Canadiens           | 1-1-0 |
| 3  | 24 décembre | Les Canadiens          | 0-10  | Sénateurs d'Ottawa      | 1-2-0 |
| 4  | 28 décembre | Sénateurs d'Ottawa     | 2-1   | Les Canadiens           | 1-3-0 |
| 5  | 31 décembre | St. Patrick de Toronto | 3-5   | Les Canadiens           | 2-3-0 |

### Janvier
| No | Date       | Visiteur                | Score | Domicile           | Fiche |
| -- | ---------- | ----------------------- | ----- | ------------------ | ----- |
| 6  | 4 janvier  | Les Canadiens           | 2-8   | Tigers de Hamilton | 2-4-0 |
| 7  | 7 janvier  | Sénateurs d'Ottawa      | 4-2   | Les Canadiens      | 2-5-0 |
| 8  | 11 janvier | Les Canadiens           | 0-2   | Tigers de Hamilton | 3-5-0 |
| 9  | 14 janvier | Tigers de Hamilton      | 6-10  | Les Canadiens      | 4-5-0 |
| 10 | 18 janvier | Les Canadiens           | 6-10  | Sénateurs d'Ottawa | 4-6-0 |
| 11 | 21 janvier | St. Patricks de Toronto | 5-3   | Les Canadiens      | 4-7-0 |
| 12 | 25 janvier | Les Canadiens           | 7-5   | Tigers de Hamilton | 4-8-0 |
| 13 | 28 janvier | Les Canadiens           | 7-5   | Tigers de Hamilton | 5-8-0 |

### Février
| No | Date        | Visiteur                | Score | Domicile                | Fiche  |
| -- | ----------- | ----------------------- | ----- | ----------------------- | ------ |
| 14 | 1er février | Les Canadiens           | 2-4   | Sénateurs d'Ottawa      | 5-9-0  |
| 15 | 4 février   | Les Canadiens           | 1-3   | St. Patricks de Toronto | 5-10-0 |
| 16 | 8 février   | St. Patricks de Toronto | 4-6   | Les Canadiens           | 6-10-0 |
| 17 | 11 février  | Les Canadiens           | 3-1   | Tigers de Hamilton      | 7-10-0 |
| 18 | 15 février  | Sénateurs d'Ottawa      | 6-6   | Les Canadiens           | 7-10-1 |
| 19 | 18 février  | St. Patricks de Toronto | 4-6   | Les Canadiens           | 8-10-1 |
| 20 | 22 février  | Les Canadiens           | 3-4   | Sénateurs d'Ottawa      | 8-11-1 |
| 21 | 25 février  | Tigers de Hamilton      | 1-6   | Les Canadiens           | 9-11-1 |

### Mars
| No | Date     | Visiteur           | Score | Domicile                | Fiche   |
| -- | -------- | ------------------ | ----- | ----------------------- | ------- |
| 22 | 1er mars | Les Canadiens      | 3-2   | Tigers de Hamilton      | 10-11-1 |
| 23 | 4 mars   | Sénateurs d'Ottawa | 1-2   | Les Canadiens           | 11-11-1 |
| 24 | 8 mars   | Les Canadiens      | 8-7   | St. Patricks de Toronto | 12-11-1 |

## Effectif
- Directeur Général : Léo Dandurand
- Entraîneur : Léo Dandurand
- Gardien de but : Georges Vézina
- Centres : Newsy Lalonde, Didier Pitre, Billy Bell , Phil Stevens
- Ailier : Louis Berlinguette, Odie Cleghorn, Jack McDonald, Billy Boucher, Edmond Bouchard
- Défenseur : Bert Corbeau, Billy Coutu, Edmond Bouchard, Sprague Cleghorn